# Нупедия
Нупе́дия (англ. Nupedia) — проект интернет-энциклопедии на английском языке, статьи в которой писались экспертами и свободно распространялись в Интернете.
Был основан Ларри Сэнгером — главным редактором и организатором проекта, и Джимми Уэйлсом — тогда исполнительным директором компании Bomis, финансировавшей проект. Нупедия существовала с 9 марта 2000 года по сентябрь 2003 года и известна в основном как прародитель Википедии.
Нупедия не являлась вики-сайтом. В её основу был положен процесс тщательного рецензирования статей с целью добиться качества, сравнимого с профессиональными энциклопедиями. Авторами были учёные, участвовавшие в проекте на добровольных началах. Перед закрытием в Нупедии было 25 законченных статей и ещё 74 статьи, находившихся в процессе улучшения и рецензирования.
В июне 2008 года CNET Networks назвал Нупедию одним из величайших ныне не работающих сайтов в истории.

## История
В октябре 1999 года Джимми Уэйлс начал думать об онлайн-энциклопедии, построенной добровольцами, и в январе 2000 года нанял Ларри Сэнгера, чтобы следить за её развитием. Официально проект запущен в сети 9 марта 2000 года под адресом Nupedia.com, однако к ноябрю 2000 года были опубликованы только две полноразмерные статьи.
С самого начала Нупедия была энциклопедией со свободным контентом. Компания Bomis, владевшая сайтом, намеревалась получать доход от онлайн-рекламы на Nupedia.com. Первоначально проект использовал собственную лицензию — Nupedia Open Content License. В январе 2001 года, по настоянию Ричарда Столлмана и Free Software Foundation, сайт перешёл на GNU Free Documentation License.
Тогда же, в январе 2001 года, был запущен побочный проект Нупедии — Википедия, что, по мнению авторов, позволило бы сотрудничать по статьям перед началом процесса их экспертной оценки. Это привлекло интерес с обеих сторон, так как она обеспечивала менее бюрократическую структуру, что нравилось сторонникам энциклопедии GNE (GNUPedia). В результате GNE так никогда и не была разработана, и угроза конкуренции между проектами была предотвращена. Поскольку Википедия росла и привлекала новых участников, она быстро зажила собственной жизнью и начала функционировать в значительной степени независимо от Нупедии, хотя изначально Сэнгер вёл деятельность в Википедии в силу своего положения как главного редактора Нупедии.
Помимо отказа от разработки GNE, Википедия также стала причиной постепенной гибели Нупедии. Из-за краха доткомов в то время Джимми Уэйлс решил прекратить финансирование наёмного главного редактора в декабре 2001 года. Сэнгер работал над Нупедией и Википедией, пока Bomis не прекратил финансирование его должности в феврале 2002 года после падения доходов от интернет-рекламы.
После ухода Сэнгера Нупедия всё больше становилась второстепенным ответвлением Википедии. После 2001 года только две статьи в Нупедии завершили процесс проверки и рецензирования. По мере того, как активность Нупедии сократилась до минимума, идея превращения её в место размещения стабильных версий утверждённых статей Википедии хотя и затрагивалась иногда, но никогда не реализовывалась. Сайт nupedia.com был закрыт 26 сентября 2003 года. Энциклопедическое содержание Нупедии, которое часто характеризовалось как ограниченное, с тех пор было интегрировано в Википедию.